# Агнес фон Анхалт-Десау
Фридерика Амалия Агнес фон Анхалт-Десау (на немски: Friederike Amalie Agnes von Anhalt-Dessau; * 24 юни 1824, Десау; † 23 октомври 1897, Хумелсхайн, Тюрингия) от род Аскани, е принцеса от Анхалт-Десау и чрез женитба херцогиня на Саксония-Алтенбург (3 август 1853 – 23 октомври 1897).

## Живот
Дъщеря е на херцог Леополд IV фон Анхалт-Десау (1794 – 1871) и съпругата му принцеса Фридерика фон Прусия (1796 – 1850), дъщеря на наследствения принц Фридрих Лудвиг Карл фон Прусия и Фридерика фон Мекленбург-Щрелиц. Майка ѝ Фридерика е племенница на пруския крал Фридрих Вилхелм III. Сестра е на херцог Фридрих I фон Анхалт (1831 – 1904), женен на 22 април 1854 г. в Алтенбург за принцеса Антоанета фон Саксония-Алтенбург (1838 – 1908), и на Мария Анна (1837 – 1906), омъжена 1854 г. за принц Фридрих Карл от Прусия (1828 – 1885), племенник на император Вилхелм I.
Агнес се омъжва на 28 април 1853 г. в Десау за наследствения принц, по-късно херцог Ернст I фон Саксония-Алтенбург (* 16 септември 1826, Хилдбургхаузен; † 7 февруари 1908, Алтенбург) от род Ернестини, син на херцог Георг фон Саксония-Алтенбург (1796 – 1853) и херцогиня Мария фон Мекленбург (1803–1862). При гостите е и крал Фридрих Вилхелм IV от Прусия.
Бракът е щастлив и Ернст много обича съпругата си. Агнес е смятана за фина и за талантлива художничка. Както всички княгини по това време, тя се занимава с благотворителност. Грижи се особено за войската и ранените през Френско-германската война. Агнес пише произведението: „Една дума на Израел“ (Ein Wort an Israel, Leipzig, 1893).
Сребърната сватба на херцогинята през 1878 г. е празнувана в цялата страна с тържества и Ернст дава на съпругата си новосъздадения намален рицарски кръст I. класа на Саксонско-Ернестинския домашен орден, така наречения „Принцесенски кръст“.
Агнес умира на 23 октомври 1897 г. на 73 години. След нейната смърт Ернст построява в Алтенбург църквата „Херцогин-Агнес-Гедехтнискирхе“, в която херцогинята е погребана. В Алтенбург наричат на нея площада „Агнесплац“.

## Деца
Агнес фон Анхалт-Десау и херцог Ернст I фон Саксония-Алтенбург имат две деца:
- Мария Фридерика Леополдина Георгина Августа Александра Елизабет Тереза Йозефина Хелена София (* 2 август 1854, Айзенберг; † 8 октомври 1898, дворец Каменц), омъжена на 19 април 1873 г. в Берлин за принц Албрехт Пруски (1837–1906), син на принц Албрехт Пруски (1809–1872), син на пруския крал Фридрих Вилхелм III
- Георг Леополд Ернст Йозеф Александер Фридрих Лудвиг Йохан Алберт (* 1 февруари 1856, Алтенбург; † 29 февруари 1856, Алтенбург)